# Aktau (przystanek kolejowy)
Aktau (kaz. Ақтау; ros. Актау) – przystanek kolejowy w miejscowości Aktau, w rejonie Bukar Żyrau, w obwodzie karagandyjskim, w Kazachstanie. Położony jest na linii Astana – Szu, na trasie Nowego Jedwabnego Szlaku.